# Sobotice
Sobotice (německy Katharinsfeld) je vesnice, část města Český Dub v okrese Liberec. Nachází se asi jeden kilometr severovýchodně od Českého Dubu. Sobotice leží v katastrálním území Český Dub o výměře 9,04 km².

## Historie
První písemná zmínka o vesnici pochází z roku 1790.

## Pamětihodnosti
- několik tradičních staveb z 19. a začátku 20. století s pozdějšími úpravami (např. čp. 2, 3, 5, 7 a 11)
- výklenková kaple v jihozápadním cípu katastru poblíž českodubské Masarykovy ulice
- alej na východním konci vsi
- malebné údolí potoka, který na jižním okraji sobotického katastru napájí českodubské koupaliště
- Servítova lípa na návrší nad vsí, u zeleně značené turistické cesty z Českého Dubu do Vlčetína
- vyhlídky na Ještědské hory a Podještědí (Českodubsko) z mnoha míst na katastru vsi

## Fotogalerie

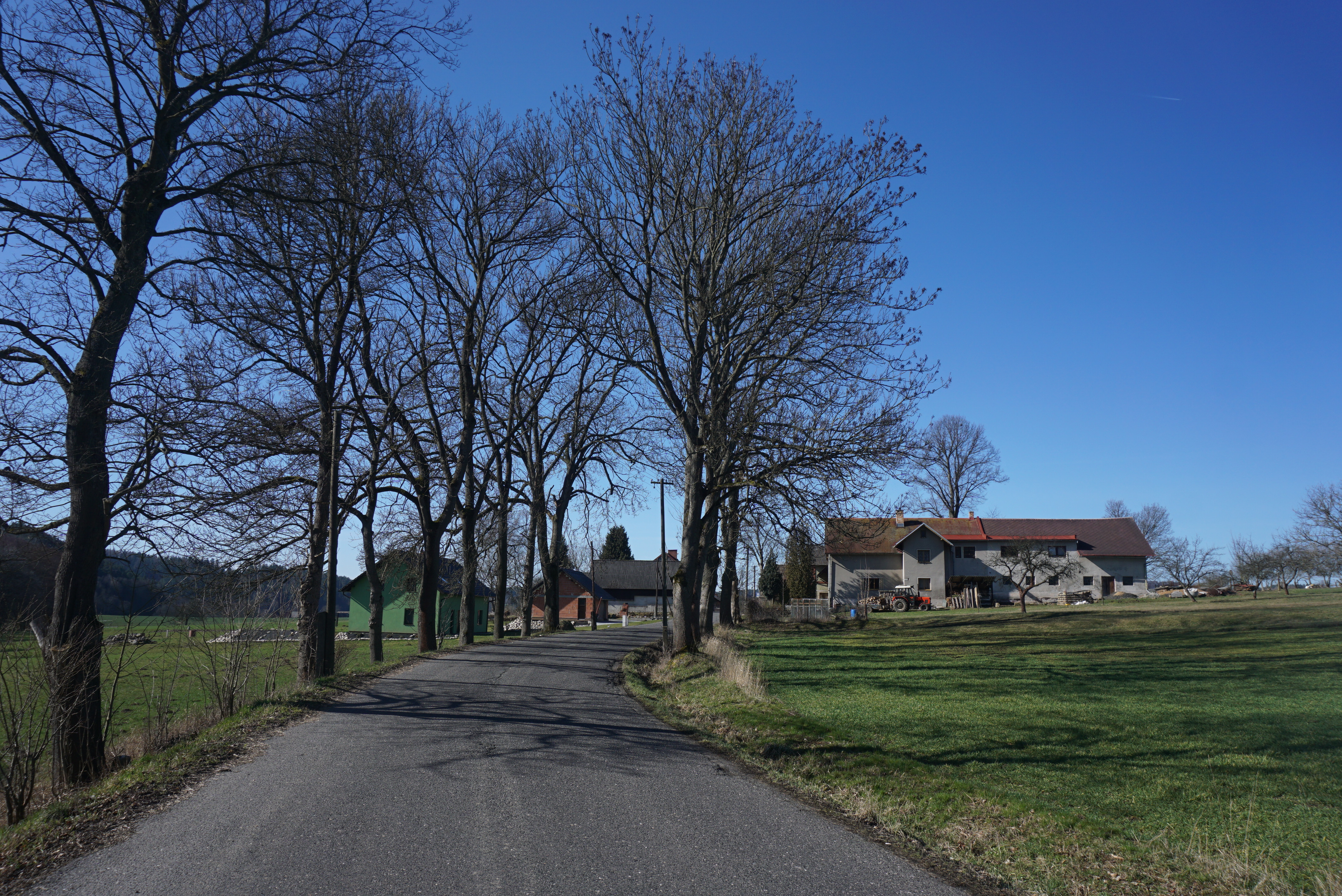
příjezd do vsi od východu
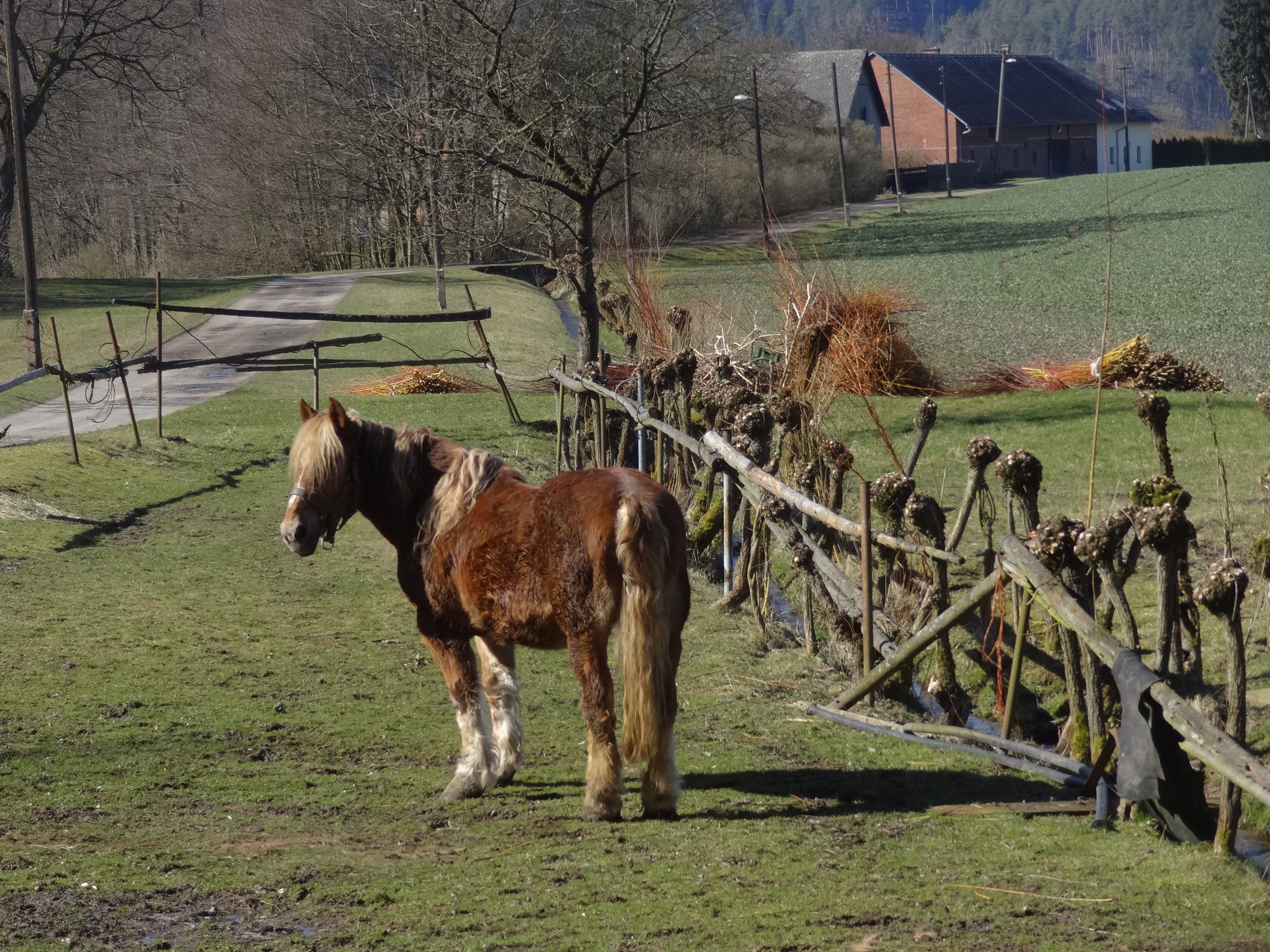
pastvina poblíž čp. 3
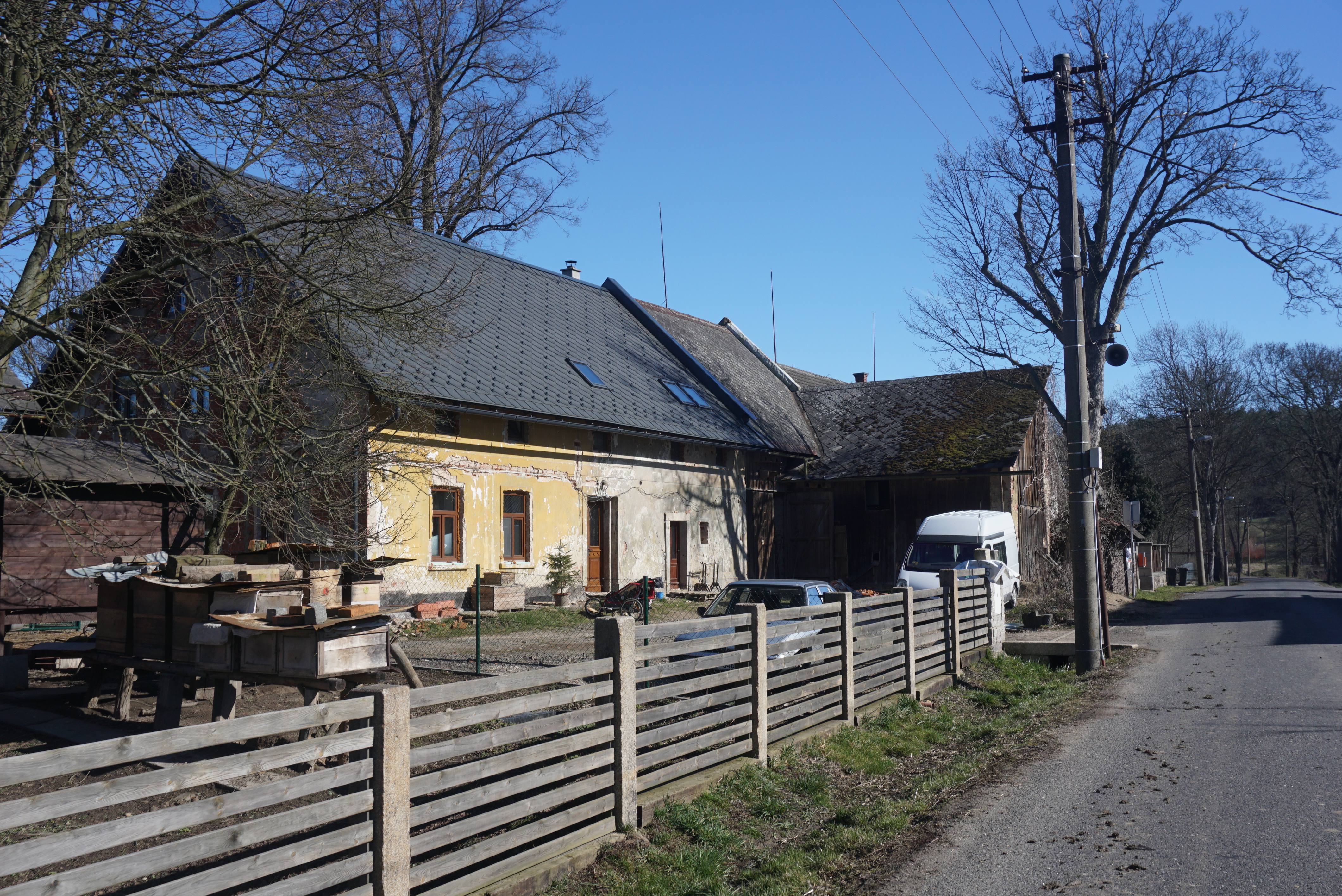
dům čp. 5
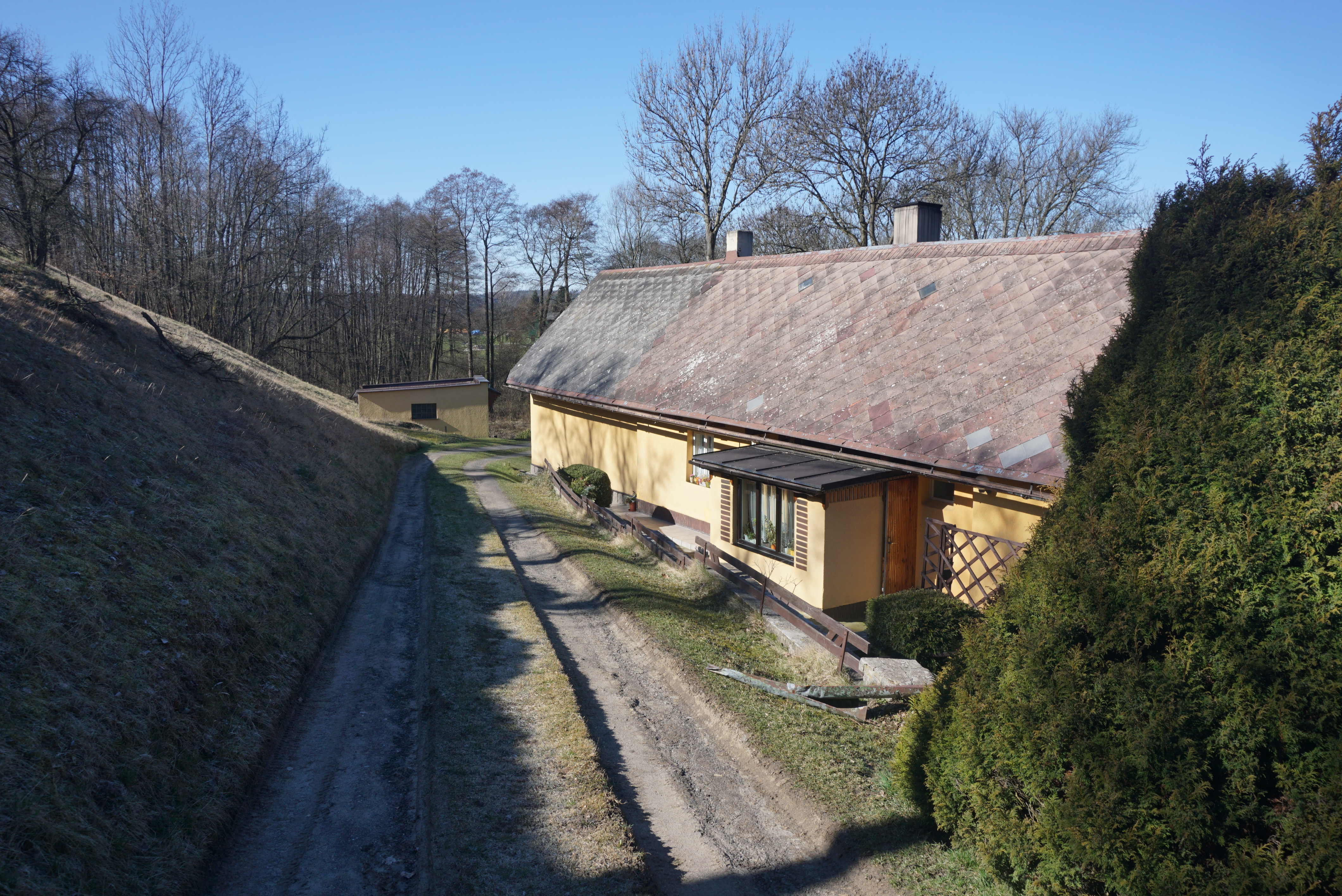
dům čp. 10
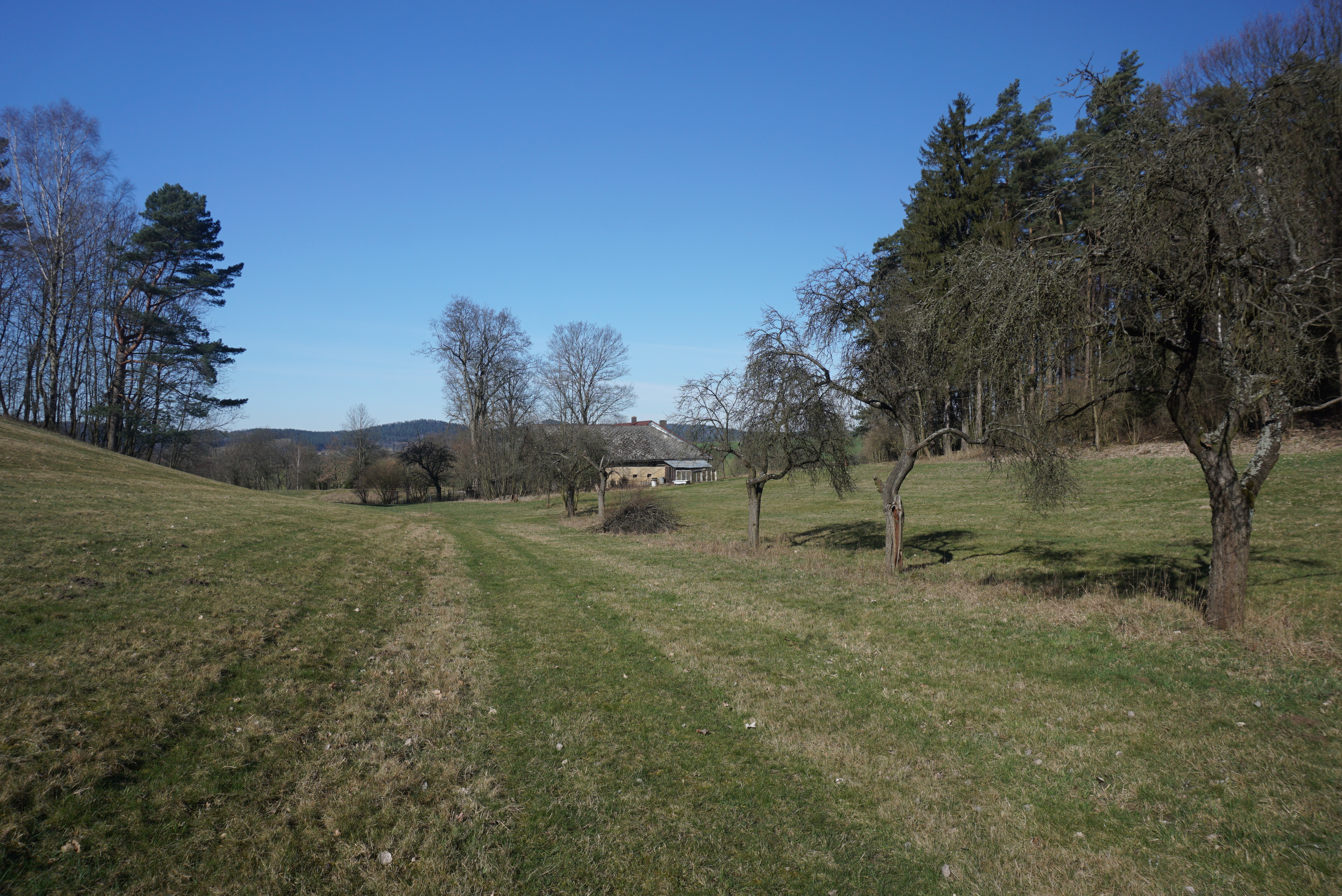
stará cesta do Bílé